# Francesco Dell’uomo
Francesco Dell'uomo (ur. 8 stycznia 1987 w Colleferro), włoski skoczek do wody, dwukrotny brązowy medalista Mistrzostw Europy w Pływaniu 2006 w Budapeszcie oraz Mistrzostw Europy w Pływaniu 2008 w Eindhoven, olimpijczyk.